# Fiesse
Fiesse är en ort och kommun i provinsen Brescia i regionen Lombardiet i Italien. Kommunen hade 2 055 invånare (2018).